# Trechona venosa
Trechona venosa är en spindelart som först beskrevs av Pierre André Latreille 1832.  Trechona venosa ingår i släktet Trechona och familjen Dipluridae. Utöver nominatformen finns också underarten T. v. rufa.